# Заблудовский, Андрей Изильевич
Андре́й Изи́льевич Заблудо́вский (11 сентября 1959, Ленинград) — советский и российский рок-музыкант, участник бит-квартета «Секрет».

## Биография

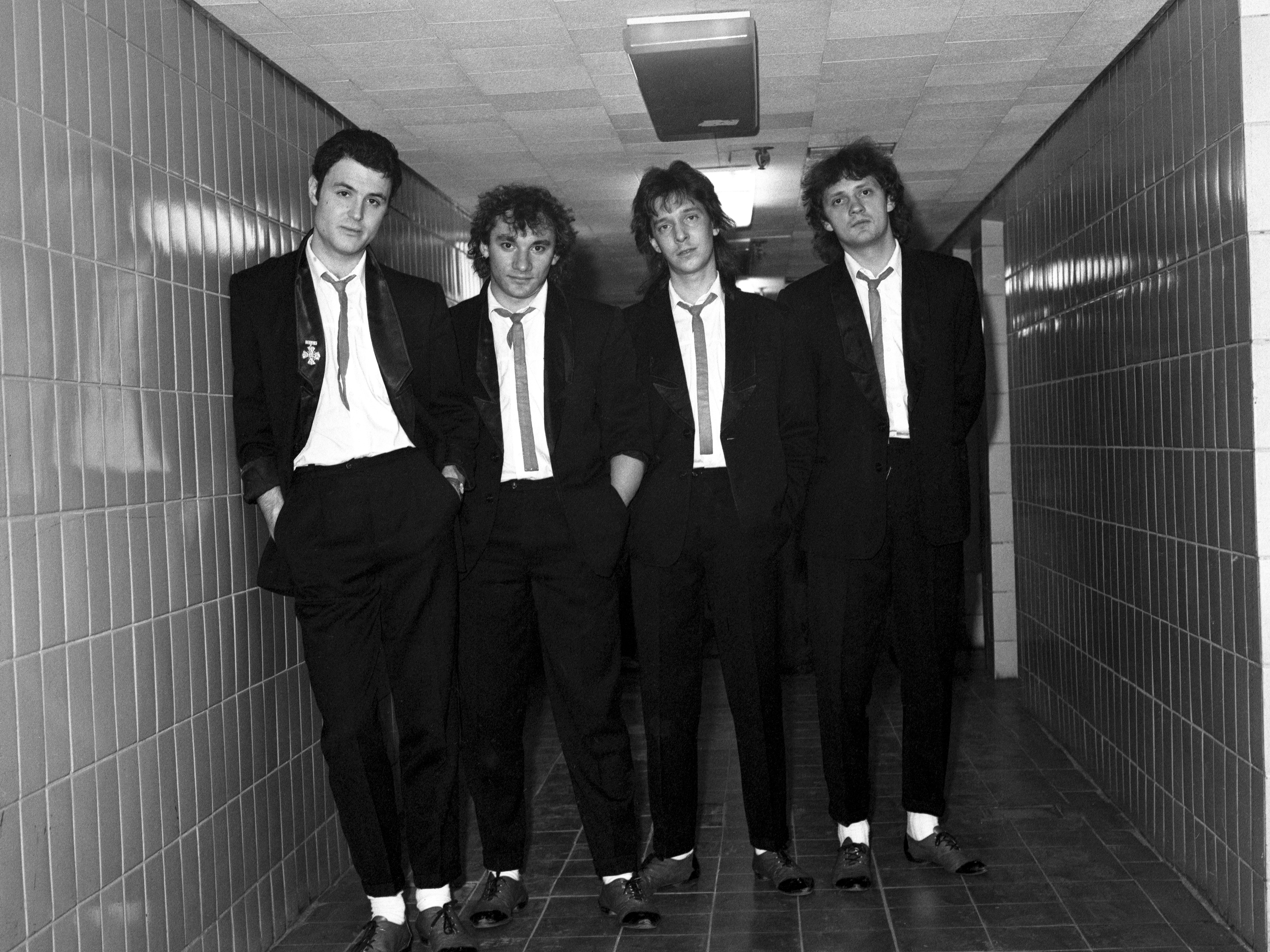
Группа «Секрет»: Максим Леонидов, Николай Фоменко, Андрей Заблудовский и Алексей Мурашов, 1988 год, фото Льва Медведева

Родился 11 сентября 1959 года в семье актёра БДТ Изиля Заблудовского. Имеет младшего брата Сергея, благодаря которому в школьные годы познакомился с будущим коллегой Максимом Леонидовым.
Окончил музыкальную школу № 18 по классу скрипки, в которой учился и его будущий товарищ по «Секрету» Николай Фоменко.
В 1978 году, не желая идти в армию, поступил в ЛИСИ, который окончил в 1982 году. В 1989 году окончил также Ленинградский государственный институт культуры им. Крупской.
В годы студенчества играл в группе «Хамелеончик ЗА», позднее — в группе «Выход». Принял участие в записи дебютного альбома «Выхода» «Брат Исайя» как скрипач и гитарист.
В 1983 году Заблудовский покинул группу «Выход» и был приглашён в группу «Автоматические удовлетворители», но стать панком Андрею было не суждено — в апреле 1983 года он заменил Дмитрия Рубина в составе бит-квартета «Секрет». С приходом Заблудовского в «Секрет» сформировался всем известный, легендарный состав группы (Леонидов, Фоменко, Заблудовский, Мурашов). День прихода Андрея Заблудовского в «Секрет» — 20 апреля 1983 — считается официальным днём рождения группы.
Параллельно работе с «Секретом» принял участие в записи альбома Доктора Кинчева «Нервная ночь» в 1984 году. Кроме Заблудовского, в записи принимал участие ещё один «секретовец» — Мурашов. Заблудовский и Кинчев дружили семьями, что нашло отражение в знаменитом «деле Кинчева», когда Кинчев в неполиткорректной форме заступился за свою жену и жену Заблудовского, которые были школьными подругами и которых работники милиции не пустили на концерт.
После распада бит-квартета в 1990 году вместе с Мурашовым и Фоменко играл в трио «Секрет», которое после ухода в 1996 году Николая Фоменко трансформировалось в группу «Секрет-5», а позднее — в «Секрет-99».
Лидером этого коллектива Андрей Заблудовский является и по сей день.
В 1992 году Сергей Миров и Андрей Заблудовский объединились в музыкальный дуэт «Мир-За» и записали песню «Зебра». Аранжировку делал саксофонист Сергей Золотов. С данной композицией состоялось одно выступление на ТВ, а после проект прекратил своё существование.
Андрей — страстный болельщик ФК «Зенит», написал несколько песен, посвящённых команде (самая известная — «Сине-бело-голубые»), и сам играл в футбол в составе команды звёзд эстрады «Старко». Является активным пользователем гостевой книги ZIA (Zenit Internet Alliance), где постоянно подвергает критике принципиального соперника Зенита ФК «Спартак».
В 2007 году вместе с Николаем Фоменко и Алексеем Мурашовым возродили трио «Секрет», однако официальное выступление было пока только одно — на юбилее Андрея Заблудовского 11 сентября 2009 года в петербургском клубе «Jagger». Остальные концерты трио прошли на закрытых мероприятиях.
В 2013 году, в честь 30-летия со дня основания, бит-квартет «Секрет» в «золотом» составе возобновил свою концертную деятельность.
После 2014 года живёт преимущественно во Франции.

## Личная жизнь
Разведён. Бывшая жена — радиоведущая Ада Булгакова (ум. в 2023 году).
Ребёнок от первого брака: сын Константин Заблудовский.

## Награды
- Благодарность Президента Российской Федерации (16 июля 2010 года) — за заслуги в области культуры и многолетнюю плодотворную работу[3]

## Состав группы
Состав группы «Секрет-99»
- Андрей Заблудовский — вокал, гитара
- Олег Чиняков — гитара (с 1996 года; умер в 2016 [4])
- Юрий Кощеев — бас-гитара,
- Сергей «Малой» Болдакин — клавиши, вокал (с 1993 года [5])
- Андрей Вдовиченко — ударные (с 2001)

### Бывшие участники
- Александр «Васечкин» Васильев — ударные
- Михаил «Гроллист» Малков — гитара (2005—2006).

## Сольная дискография
- 2004 — То, что называется «любовь»
- 2004 — Шагает парень (песни 60-х годов)
- 2008 — С белого листа
- 2011 — Вечен мир
- 2013 — The best

Записал гитарные партии для альбома Константина Кинчева «Нервная ночь» (1984).

## Сольные клипы
- Пойди туда (2000)
- Четыре (2000)
- То, что называется «любовь» (2000)
- Осторожно, счастье (2009)
- Наш город (2009)

## Фильмография
- 1985 — «Как стать звездой» (камео)
- 1990 — «Красные дьяволята 3» (камео; Зяба, почётный путеец; Котя, маленький администратор большой концертной организации; Данька Бурнаш)
- 1994 — «Сухие и мокрые» (Марио-неудачник; Кончита)
- 2009 — «Счастливый конец»

## Телевизионная карьера
- 1990 — «Топ-Секрет» (автор и ведущий)
- 1990 — «Поп Антенна» (автор и ведущий)
- 2005—2006 — Телеканал «100ТВ» (ведущий-модератор)

## Радио-карьера
- 2007—2008 — Радио «Зенит» (автор и ведущий программы «Сектор 33»)
- 2010 — Радио «Балтика» (автор и ведущий программы «Без Заблуждений»)